# Ram air turbine

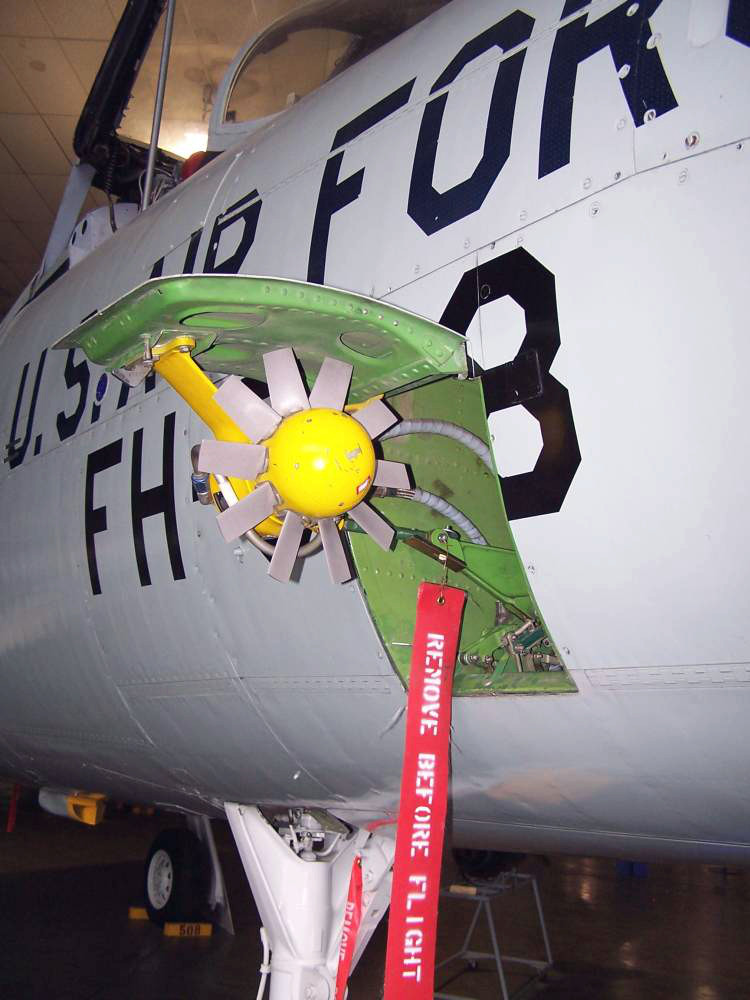
Ram air turbine van een Republic F-105 Thunderchief-bommenwerper

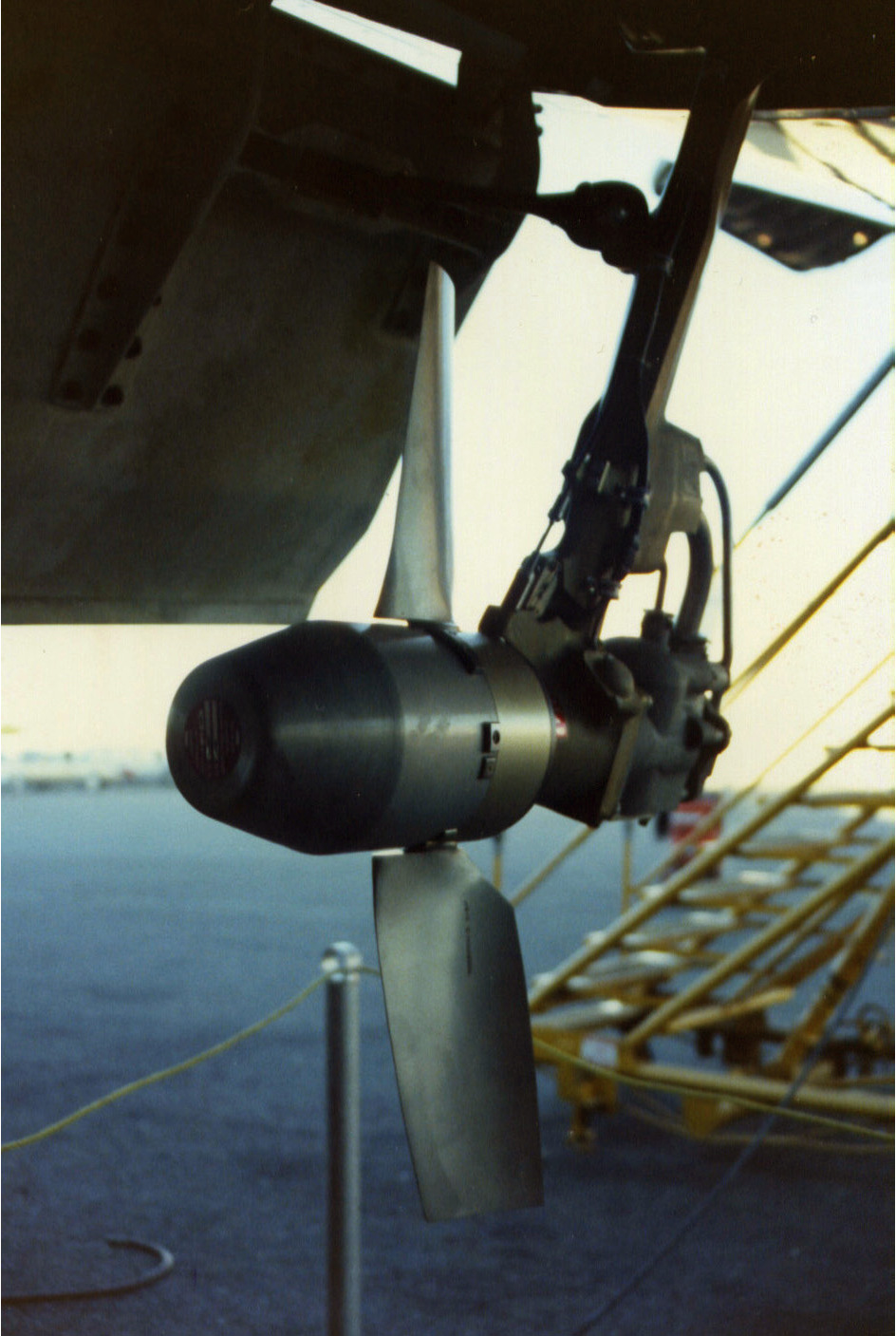
Ram air turbine van een Boeing 757

Een ram air turbine (RAT) is een kleine turbine en bijbehorende hydraulische pomp, of een generator die als krachtbron dient voor een vliegtuig. Bij oudere vliegtuigen stonden ze permanent aan, en vormden de primaire elektrische energiebron van het vliegtuig. In moderne vliegtuigen zijn ze alleen voor noodgevallen als de primaire krachtbronnen uitvallen. 

## Werking
De RAT kan de stroom leveren om de belangrijkste systemen van het vliegtuig, zoals de instrumenten in de cockpit, draaiende te houden. Moderne vliegtuigen wekken hun stroom meestal op via de hoofdmotoren of via een speciale, op brandstof werkende turbine genaamd de auxiliary power unit. De RAT kan worden ingezet indien deze uitvallen.
De RAT bevindt zich buiten het toestel, en wordt aangedreven door de luchtstroom veroorzaakt door de snelheid van het vliegtuig. Normaal zit de RAT ingeklapt in de vleugel of cabine. Hij wordt alleen uitgeklapt als hij nodig is.
Een standaard RAT op een passagiersvliegtuig kan gemiddeld 5 tot 70 kW aan stroom opwekken. Kleinere modellen, gemaakt voor lage snelheden, kunnen tot 400 watt aan stroom opwekken.

## Gebruik
RAT’s zijn vooral veel in gebruik op militaire vliegtuigen, daar de kans op het uitvallen van de primaire energiebronnen bij dit soort vliegtuigen veel groter is. Bij commerciële vliegtuigen zijn RAT’s minder in gebruik. De Airbus A380 heeft de grootste RAT-propeller ter wereld; 1,63 meter in diameter. De meeste RAT’s hebben een diameter van 80 centimeter. 

## Inzet
Civiele vluchten waarbij de RAT ingezet moest worden zijn:
- Air Canada-vlucht 143, beter bekend als het Gimli-zweefvliegtuigincident
- Air Transat-vlucht 236
- De kaping van Ethiopian Airlines-vlucht 961
- Pinnacle Airlines-vlucht 3701